# Edward Singleton Holden
Edward Singleton Holden, född 5 november 1846 i Saint Louis, Missouri, död 16 mars 1914 i West Point, New York, var en amerikansk astronom.
Holden inlade stora förtjänster vid grundandet av Lickobservatoriet i Kalifornien och var dess direktor 1886–1898. Bland hans skrifter märks bland annat en biografi över William Herschel.
Asteroiderna 872 Holda och 2974 Holden är uppkallade efter honom.